# Автомагістраль А11 (Франція)
Автомагістраль A 11 з'єднує Париж з Нантом через Ле-Ман і Анже. Він називається L'Océane. Дорога має протяжність 343 кілометри.

## Перетин регіонів
У наведеному нижче списку вказано регіони, які перетинає А11. 
- Париж
- Шартр
- Ле-Ман
- Анже
- Нант

## Історія
- 1972: Відкриття першої секції, La Folie Bessin - Thivars, виповнюється 68 років км (А 10 і А 11).
- 1975: Відкриття ділянки Шартр до Ла Ферте-Бернар.
- 1978: Відкриття ділянки Ферте-Бернар до Ле-Мана.
- 1981: Відкриття ділянки Анже-Нант.
- 2008: Відкриття об'їзної дороги Анже